# کالایمت پارک (ایلینوی)
کالایمت پارک (به انگلیسی: Calumet Park) یک منطقهٔ مسکونی در ایالات متحده آمریکا است که در شهرستان کوک (ایلینوی) واقع شده‌است. کالایمت پارک ۲٫۹۷ کیلومتر مربع مساحت و ۷٬۸۳۵ نفر جمعیت دارد.